# Косеради-Великі
Косеради-Великі (пол. Kosierady Wielkie) — село в Польщі, у гміні Соколів-Підляський Соколовського повіту Мазовецького воєводства.
Населення — 75 осіб (2011).
У 1975-1998 роках село належало до Седлецького воєводства.

## Демографія
Демографічна структура станом на 31 березня 2011 року:
|          | Загалом | Допрацездатний вік | Працездатний вік | Постпрацездатний вік |
| -------- | ------- | ------------------ | ---------------- | -------------------- |
| Чоловіки | 43      | 9                  | 26               | 8                    |
| Жінки    | 32      | 8                  | 14               | 10                   |
| Разом    | 75      | 17                 | 40               | 18                   |